# Staw (województwo lubelskie)
Staw – wieś w Polsce, położona w województwie lubelskim, w powiecie chełmskim, w gminie Chełm.
W latach 1870–1954 miejscowość była siedzibą gminy Staw. W latach 1975–1998 miejscowość położona była w województwie chełmskim.
Wieś jest sołectwem w gminie Chełm. Według Narodowego Spisu Powszechnego z roku 2011 wieś liczyła 540 mieszkańców i była siódmą co do liczby ludności miejscowością gminy.
Jest to wieś sąsiadująca z Parypsami i Ochożą. Ze Stawu widoczny jest rezerwat florystyczny Stawska Góra. Obok drogi na Cyców położony jest zalew, który jest odpowiedzialny za podniesienie wód gruntowych. Przez Staw płynie rzeka Garka.
Wieś jest siedzibą rzymskokatolickiej parafii Najświętszej Maryi Panny Królowej Polski.

## Części wsi
| SIMC    | Nazwa      | Rodzaj    |
| ------- | ---------- | --------- |
| 0101623 | Brzezinki  | część wsi |
| 0101646 | Nowa Wieś  | część wsi |
| 0101652 | Pasieka    | część wsi |
| 0101669 | Stara Wieś | część wsi |

## Historia
Według Słownika geograficznego Królestwa Polskiego w okresie zaborów – Staw to dwór i wieś w powiecie chełmskim guberni lubelskiej, ówczesnej gminie Staw, parafii łacińskiej w Czułczycach, greckokatolickiej w Spasie odległe 8 wiorst od Chełma.
W 1870 r. folwark Staw posiadał według opisu rozległość 1168 mórg, był w nim młyn, wiatrak, cegielnia, eksploatowano pokłady wapienia. Wieś Staw posiadała 46 osad gospodarujących na 595 morgach.

W 1827 roku spisano 26 domów zamieszkałych przez 253 mieszkańców.
Jak opisuje Bronisław Chlebowski „było to gniazdo rodziny Stawskich, Wierzchowskich i Chylińskich, gdyż dwie ostatnie rodziny pochodzą od braci Stawskich, którzy w Wierzchowiskach i Chylinie zamieszkiwali, jak to widać z aktu rozgraniczenia wsi Parypsy i Staw r. 1455, znajdującego się w archiwum K. Kraszewskiego w Romanowie.”
Od rodu Stawskich dobra przeszły do Świrskich. W końcu XVIII w. dziedzicem był Mateusz Świrski z rodu kniaziów smoleńskich, cześnik krasnostawski. Od Świrskich w posagu majątek dostał się Cieszkowskim, później tą drogą Kozyrskim.
W dniu 25 maja 1942 żandarmeria niemiecka i ukraińscy nacjonaliści dokonali pacyfikacji wsi. Rozstrzelano 6 osób. Groby ofiar zbrodni znajdują się na wzniesieniu obok zalewu.

## Zabytki
- Dawny ośrodek dworski, obecnie bardzo zniszczony i zaniedbany, położony wśród łąk. Do starego drewnianego domu prowadzi aleja grabowa. Park zawiera około 300 drzew z 9 gatunków. Dominują: grab pospolity ok. 200 szt. w alei grabowej długości ok. 150 m, olsza czarna 25, jesion wyniosły 20, klon pospolity 11, wierzba krucha 10, lipa drobnolistna 15 szt., w tym o obwodach 5,5, 4,8, 4,5 m. Skupienia zarośli tworzą przede wszystkim: bez czarny 5 a, bez turecki 3 a, śliwa ałycza 1 a. – (Opis dostarcza „Leksykon miejscowości powiatu chełmskiego” autorstwa Andrzeja Wawryniuka)[12]

Drzewa w parku stawskim stanowią pomniki przyrody ożywionej wymienione w katalogu Lubelskie pomnik przyrody